# Vz. 52小銃
vz. 52小銃とは、第二次世界大戦後ほどなくしてチェコスロバキアで開発された半自動小銃である。この小銃はしばしば誤ってCZ 52と呼ばれる。制式名称は7.62mm samonabíjecí puška vzor 52。vz. 52はvzor 52、つまりモデル52の省略形である。
本銃は独自の7.62x45mm弾を使用し、信頼性と精度の両方を持つとみなされている。vz. 52の最初の5,000挺はポヴァシュカ・ビストリツァのPovažské strojárneで生産された。ただし製造上の困難から、本銃の量産はČeská zbrojovka Uherský Brodに引き継がれた。

## 設計

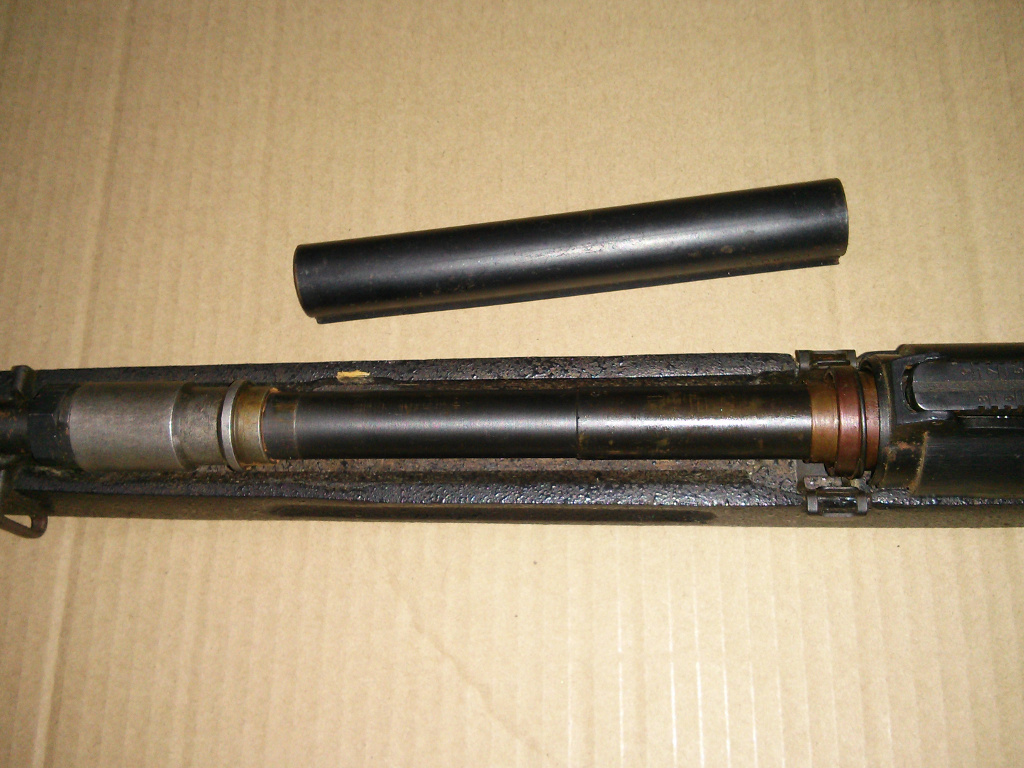
ガスシステムを示すためにハンドガードを除去したvz. 52。スリングの取付け具に近い位置のナットは、調整用ナットの止めナットである。明るい色のガスピストンとロックナットの間に調整用ナットがある。オペレーティングロッドは外され、銃の脇に置かれている。

vz. 52は肩に当てて射撃する半自動小銃である。ティルティングボルトによる閉鎖機構を備え、これはショートストロークの環状ガスピストンシステムで作動する。銃のボルトは2個のラグで固定され、レシーバーに機械加工されたスロット内部にはめ込まれる。ただし、数多くの垂直薬室閉鎖機構とは異なり、この小銃のボルトは機構を閉鎖するためにボルトを前方に傾けるという独特の特徴を有するが、他のティルティングボルトの設計では、ボルトを後方に傾ける。ピストンは銃腔からの残留ガスによって動かされる。銃身を包んでいるスリーブにガスが入り、その圧力を受けたピストンがボルトキャリアとボルトの質量およびリターンスプリングの抵抗を打ち消して進みし、薬室の閉鎖を解除、ボルトキャリアを後退させて空薬莢を排出する。ボルトキャリアが再び前進する際に弾倉から新しい銃弾が押し出され、薬室へと導かれる。
銃身は圧入され、レシーバーにピンで固定されている。手動の安全装置はトリガーガードの内部に配されており、射撃手の人さし指で操作される。本銃のトリガー機構はアメリカ製のM1ガーランド半自動小銃で用いられるものとよく似ている。コッキングハンドルはボルトキャリアーに組み込まれており、小銃の右側に位置している。この配置は、射撃手が照準の妨げ無しに小銃を再装填できるようにしている。
この小銃にはオープンタイプのアイアンサイトが付いている。前部の照星には覆いが付き、後部のV字状照門はスライド式の照尺に載り、100mから950mまで仰角を調整できる。また、レシーバーにサイドレールを装着し、これに昼夜間兼用の光学照準器を装備できる。ストックはクルミまたはブナから削り出されており、黄褐色に染色されている。銃床部分には、クリーニングロッド、オイルボトルと付属品の収容部として用いる、中空の端部が設けられている。また一体型の折り畳み式銃剣が付属しているが、これは銃の右側に刻まれた窪みに収納できる。
vz. 52の給弾は着脱可能な10発入り箱形弾倉から行なわれる。ただし、ボルトを後退させ、ストリッパー・クリップによって素早く装弾することも可能である。この用途のため、ボルトキャリア前面にはストリッパー・クリップを差し込むガイド溝が機械加工されており、ボルトキャリアが開位置で固定された際には弾倉の真上から弾薬を押し込むこができる。歩兵たちには小銃1挺につき2個の弾倉しか供給されなかったため、小銃に装弾するためには主にストリッパー・クリップが用いられた。本銃の排莢は、空薬莢を左前方へと強く弾き出す。

## 改修
ソビエト連邦が7.62x39mm弾を採用するよう圧力をかけた後、チェコに存在する小銃はソビエト規格の口径へと改修が行なわれ、さらに生産された小銃は全てこの口径の弾薬を使用した。また、vz. 52/57へと呼称が変更された。
vz. 52/57は銃身と弾倉を除いてほぼ同一である。あまり一般的な加工では無いが、vz. 52/57は通常、クロムメッキされた銃腔と薬室のために状態の良好なものが多い。vz. 52の弾倉はvz. 52/57でも装着できるが、信頼性のある給弾はできない。

## 退役

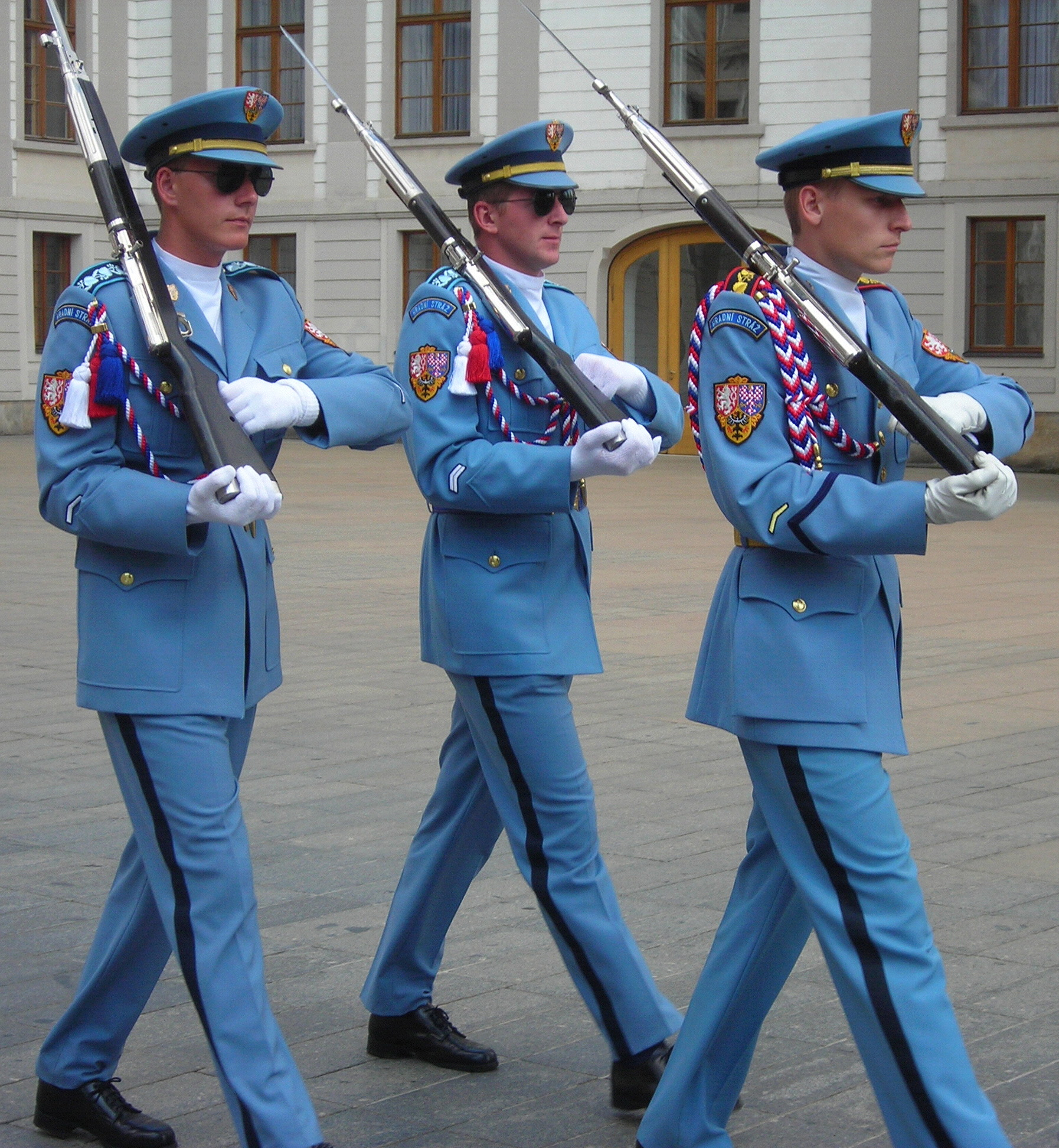
儀仗用の仕上げを施されたvz. 52を携行するプラハ城の衛兵。

チェコスロバキアの任務で用いられるvz. 52系列の小銃は、全てが速やかにvz. 58へと更新された。ただし冷戦中、初期に作られた小銃はソビエトの友好組織での使い道が見つかった。グレナダ、ソマリア、キューバ、またアフガニスタンで任務に用いられ、こうした小銃の多くがゲリラに渡っている。

## 採用国
- キューバ[4][6][7]
- チェコスロバキア[8]
- エジプト[4]
- インドネシア：インドネシア海兵隊向けの装備[8]。
- イスラエル[8]
- グレナダ（ニュー・ジュエル運動の体制下で使用）[1]
- ギニアビサウ: vz. 52/57.[9]
- ニカラグア[4]
- ナイジェリア[9]
- シリア
- イエメン[9]
- ジンバブエ[10]